# Festivalbar 1984 (compilation)
Festivalbar 1984 è una compilation di brani musicali famosi nel 1984, pubblicata nell'estate di quell'anno in concomitanza con l'edizione omonima del Festivalbar. La compilation era divisa in due LP ed era pubblicata dalla Dischi Ricordi.
Dopo un mese dall'uscita della versione in due LP esce per la prima volta anche una versione su un CD, pubblicata dalla PolyGram su etichetta Polydor (823 575-2), con 15 brani; 4 di essi non sono presenti nella versione in due LP. Dato lo scarso successo di vendite della versione in CD, le edizioni 1985 e 1986 non vedranno alcuna uscita in questo formato.

## Festivalbar '84

### Disco 1
Lato A
1. Gianna Nannini - Fotoromanza
2. Phil Fearon e Galaxy - What I Do I Do
3. Alberto Solfrini - Belle mulatte
4. Diana Est - Diamanti
5. OMD - Locomotion
6. Jo Squillo - I Love Muchacha
7. Patrick Samson - Tu sei tutto
8. Edoardo De Angelis - Mia madre parla a raffica

Lato B
1. Vasco Rossi - Va bene, va bene così
2. Frankie Goes to Hollywood - Two Tribes
3. Dobrilla - Rose rosse
4. Olé Olé - Conspiration
5. Novecento - Movin' On
6. Sergio Caputo - Italiani mambo
7. Rocky Di Palma - Mare a Milano
8. Carrara - Shine On Dance

### Disco 2
Lato A
1. Riccardo Cocciante - Sincerità
2. R. Bais - Mexico
3. Gruppo Italiano - Il treno del caffè
4. Raf - Self Control
5. Laura Luca - Liberi
6. Giuni Russo - Limonata Cha Cha Cha
7. Amanda Lear - Assassino
8. Andrea Mingardi - Un boa nella canoa

Lato B
1. Enrico Ruggeri - Vecchio frac
2. Anna Oxa - Eclissi totale
3. The Catch - 25 Years
4. Culture Club - Miss Me Blind
5. Plastic Bertrand - Dead or Alive
6. Rockwell - Somebody's Watching Me
7. Angelo Baiguera - Notte notte
8. Jane Chiquita - Banana

### CD
1. Gianna Nannini - Fotoromanza
2. Raf - Self Control
3. Vasco Rossi - Va bene, va bene così
4. Carrara - Shine On Dance
5. Riccardo Cocciante - Sincerità
6. Culture Club - Miss Me Blind
7. Anna Oxa - Eclissi totale
8. Steve Allen - Letter From My Heart
9. Rockwell - Somebody's Watching Me
10. Novecento - Movin' On
11. OMD - Locomotion
12. Jo Squillo - I Love Muchacha
13. Jean Rich - No Arms Can Ever Hold You
14. Richard Romeo - Non Chalance
15. Sandy Marton - People from Ibiza

## Deejay Star Festivalbar '84
Lato A
1. Change - Change of Heart
2. Culture Club - Victims
3. The Creatures - Maybe One Day
4. Rockwell - Somebody's Watching Me
5. Toni Basil - Over My Head
6. P. Lion - Dream

Lato B
1. Van Halen - Jump
2. Paul J. Qualley - Please Please
3. Dennis Edwards featuring Siedah Garrett - Don't Look Any Further
4. Kano - Queen of Witches
5. Regina Rogers - Disco Delight
6. Savage - Only You

## Classifiche

### Festivalbar '84
| Classifica (1984)                     | Posizione |
| ------------------------------------- | --------- |
| Classifica degli album italiana       | 4         |
| Classifica di fine anno italiana 1984 | 17        |